# Peter Higgs (Archäologe)
Peter John Higgs (* 1966) ist ein britischer Klassischer Archäologe.

## Leben
Peter Higgs studierte Klassische Archäologie und wurde 1994 an der University of Liverpool promoviert. Ab 1993 arbeitete er als Kurator in der Antikenabteilung des British Museum in London. Zuletzt war er dort für die griechische Sammlung, insbesondere die griechische Plastik und die Zeit des Hellenismus, zuständig.
Anfang Juli 2023 wurde er entlassen, da er seit mindestens 2016 zwischen 1500 und 2000 Objekte aus der Sammlung des Museums entwendet und verkauft haben soll, zumeist Schmuck und Gemmen. Bereits 2020 hatte der Antikenhändler Ittai Gradel das Museum informiert, dass Objekte des Museums bei eBay zum Verkauf angeboten würden und 2021 äußerte er den Verdacht, dass Peter Higgs als Täter dafür verantwortlich sei. Diese Vorwürfe wurden von der Leitung des Museums jedoch ignoriert bzw. heruntergespielt, Higgs war sogar 2021/22 zeitweise kommissarischer Leiter der Antikensammlung. Als der Tatbestand in der britischen Presse bekannt wurde, erklärte Hartwig Fischer am 25. August 2023 seinen Rücktritt als Direktor des Museums.

## Schriften (Auswahl)
- Hellenistic Cult Statues of the Olympian Gods in Greece and Asia Minor. Dissertation, University of Liverpool 1994.
- mit Susan Walker (Hrsg.): Cleopatra of Egypt. From History to Myth. British Museum Press, London 2001, ISBN 0-7141-1938-5.
- mit Dirk Booms: Sicily. Culture and Conquest. British Museum Press, London 2016, ISBN 978-0-7141-2289-2.
- (Hrsg.): Agon! La competició a l’Antiga Grècia. La Caixa 2017, ISBN 978-8-4990-0181-4.
- mit Dirk Booms (Hrsg.): Siciliy. Heritage of the World. British Museum, London 2019, ISBN 978-0-86159-222-7.
- The Metopes of the Temple of Apollo Epikourios at Bassai. New Discoveries and Interpretations (= Bulletin of the Institute of Classical Studies of the University of London. Supplementary Papers 144). Institute of Classical Studies, London 2022, ISBN 978-1-914477-41-6.